# Alketa Vejsiu
Alketa Vejsiu (ur. 19 stycznia 1984 w Tiranie) – albańska przedsiębiorczyni, prezenterka telewizyjna i wokalistka popowa.

## Życiorys
Ukończyła studia na Wydziale Ekonomicznym Uniwersytetu Tirańskiego. Współpracowała przez trzy lata na polu marketingu z największymi przedsiębiorstwami w Albanii.

### Kariera
W 1992 roku zaczęła występować w Radiu Tirana, a w latach 1998-2002 współpracowała z Top Albania Radio. Wzięła udział w 2., 3., 4., 5., i 6. edycji festiwalu Kënga Magjike, a w 2003 roku wystąpiła w Gjeniu i Vogël. W 2003 roku prowadziła program 12 ëndrrat e një nate vere.
Należała do sztabu organizacyjnego wyborów miss i misterów Albanii; w 2004 roku była ich prezenterką. W 2010 roku wraz z Gentim Zotajem prowadziła 1. edycję albańskiej adaptacji Dancing with the Stars. Współpracowała z Verą Grabocką przy produkcji programu Më shumë dashuri.
W 2012 i ponownie w 2015 roku wzięła udział w albańskiej adaptacji X Factor. Wystąpiła również w 2017 roku w emitowanym na Top Channel programie E Diell.
W 2019 roku była menadżerką 58. edycji Festivali i Këngës. Wzięła udział w 70. i 71. Festiwalu Piosenki Włoskiej w San Remo.

## Obecność w mediach
W latach 2005–2006 wizerunek Alkety Vejsiu był używany przez markę napojów energetycznych Bullit, a w roku 2007 wzięła udział w jednej z kampanii największej wóczas albańskiej sieci komórkowej AMC.

## Albumy
- Alketa Vejsiu (2006)[1]

## Nagrody
W 2015 roku podczas ceremonii InfoMedia Albania Awards została laureatką nagrody dla najlepszego prezentera.

## Życie prywatne
Od 2006 roku jest zamężna z Ardim Nelajem, z którym ma córkę Nicole i syna Lionela.